# 지방도 제360호선
지방도 제360호선은 경기도 파주시 탄현면 성동리 성동 나들목과 양주시를 거쳐 포천시 가산면 가산2 교차로를 잇는 경기도의 지방도이다. 성동사거리에서 성동 나들목을 통해 자유로로 진입할 수 있다.

## 연혁
- 2005년 3월 28일 : 기존 지방도 제360호선인 '일산 ~ 문산선'을 폐지[1]
- 2005년 3월 28일 : 지방도 제360호선을 새로 지정[2]
- 2010년 1월 21일 : 더대울 교차로 ~ 부인터 교차로 4.12km 구간 포천방향 임시 개통[3]
- 2010년 11월 8일 : 양주시 삼숭동 ~ 포천시 소흘읍 이동교리 4.12km 구간 양방향 임시 개통[4]
- 2010년 11월 9일 : 문산제일고등학교 ~ 두문삼거리(파주시 야동동) 940m 구간 임시 개통[5]
- 2012년 12월 31일 : 파주시 야동동 ~ 월롱면 덕은리 660m 구간 개통[6]
- 2014년 12월 19일 : 금촌 ~ 월롱간 도로(파주시 월롱면 덕은리) 580m 구간 개통[7]
- 2015년 11월 30일 : 금촌 ~ 월롱간 도로(파주시 월롱면 덕은리 ~ 파주시 파주읍 봉암리) 2.58km 구간 개통[8]
- 2020년 7월 31일 : 월롱 ~ 광탄간 도로(파주시 광탄면 방축리) 1.14km 구간 확장개통[9]

## 주요 경유지
- 파주시
  - 탄현면 성동 나들목 - 성동사거리 - 헤이리사거리 - 통일촌삼거리 - 장릉삼거리 - 갈현삼거리 - 갈현사거리
  - 금촌동 갈현1교 - 신성교통 맥금동차고지 - 검산삼거리 - 유승아파트앞 - 풀무골삼거리 - 문산제일고등학교 - (야동7통) - 용상교
  - 월롱면 용상교 - 용상 교차로 - 덕은1 교차로 - 덕은2 교차로 - 덕은3 교차로 - 덕은1교 - 월롱 나들목 - 덕은 교차로(덕은2교) - 덕은3교
  - 파주읍 덕은3교 - 봉암 교차로 - 월롱교 북단 - 백석리 - 주월교 북단 - 부곡리
  - 광탄면 방축리 - 광탄교 북단 - 방축삼거리 - 방축사거리 - 벽초지문화수목원, 도마산초등학교 - 도마산교 - 창만리 - 발랑리 - 발랑저수지

- 양주시
  - 광적면 견준바위삼거리 - 기우리 - 검은돌삼거리 - 비암리
  - 백석읍 해유령전첩비 - 연곡1교차로 - 연곡리
  - 광적면 우고리 - 대성빌라사거리 - 조양중학교 - 가납초등학교 - 가납사거리 - 가납리
  - 백석읍 방성리 - 방성삼거리 - 오산삼거리
  - 양주동 백화암입구 - 유양초등학교 - 유양삼거리 - 막은골삼거리 - 양주시청 - 양주시청사거리 - 장춘교차로 - 마전교차로 - 응달말교차로 - 양짓말교차로 - 원학교차로 - 광암교차로 - 광사교차로 - 양주2동주민센터 - 장거리교차로 - 삼숭교차로 - 어하터널(980m)

- 포천시
  - 소흘읍 어하터널(980m) - 부인터교차로 - 부인터사거리 - 이동교4리 - 용상골입구 - 통일대입구 - 소흘읍사무소 - 송우삼거리 - 초가팔리입구 - 이가팔리입구 - 하송우삼거리 - 하송우사거리
  - 가산면 방축리교차로 - 방축삼거리 - 마산삼거리 - 가산2 교차로

## 중복 구간
- 파주시 월롱면 봉암 교차로 ~ 월롱교 : 국도 제1호선과 중복
- 파주시 금촌동 문산제일고삼거리 ~ 두문삼거리 : 지방도 제363호선과 중복
- 양주시 광적면 비암2교 동단 ~ 견준바위삼거리 : 지방도 제367호선과 중복
- 양주시 광적면 대성빌라사거리 ~ 가납사거리 : 국가지원지방도 제39호선과 중복
- 양주시 백석읍 오산삼거리 ~ 양주동 원학 교차로 : 국가지원지방도 제98호선과 중복
- 포천시 소흘읍 부인터사거리 ~ 하송우사거리 : 국도 제43호선과 중복

## 도로명
- 파주시 탄현면 성동 나들목 ~ 금촌동 문산제일고삼거리 : 평화로
- 파주시 금촌동 문산제일고삼거리 ~ 파주읍 봉암 교차로 : 금월로
- 파주시 파주읍 봉암 교차로 ~ 월롱교 북단 : 통일로
- 파주시 파주읍 월롱교 북단 ~ 광탄면 광탄교 북단 : 광탄천로
- 파주시 광탄면 광탄교 북단 ~ 방축삼거리 : 혜음로
- 파주시 광탄면 방축삼거리 ~ 포천시 소흘읍 부인터사거리 : 부흥로
- 포천시 소흘읍 부인터사거리 ~ 하송우사거리 : 호국로
- 포천시 소흘읍 하송우사거리 ~ 가산면 가산2 교차로 : 가산로